# NGC 4093
NGC 4093 ist eine kompakte Galaxie vom Hubble-Typ E mit aktivem Galaxienkern im Sternbild Coma Berenices am Nordsternhimmel. Sie ist schätzungsweise 320 Millionen Lichtjahre von der Milchstraße entfernt und hat einen Durchmesser von etwa 65.000 Lichtjahren.
Im selben Himmelsareal befinden sich u. a. die Galaxien NGC 4089, NGC 4091, NGC 4092, NGC 4095.
Das Objekt wurde am 4. Mai 1864 vom deutsch-dänischen Astronomen Heinrich Louis d’Arrest entdeckt.